# Guglielmo V d'Angoulême
Guglielmo V Tagliaferro, conte d'Angoulême (XI secolo – 1120), fu conte d'Angouleme dall'1087 alla sua morte.

## Origine
Secondo la Historia Pontificum et Comitum Engolismensis, Guglielmo era il figlio primogenito del conte d'Angouleme, Folco e della moglie, Condoha o Condor, figlia del conte d'Eu, Roberto I e della moglie, Beatrice. 
Secondo la Historia Pontificum et Comitum Engolismensis, Folco d'Angoulême era il figlio primogenito del conte d'Angouleme, Goffredo e della moglie, Petronilla d'Archiac, figlia ed unica erede di Mainardo il Ricco, signore d'Archiac e di Bouteville e della moglie, Udulgarda.

## Biografia
Guglielmo lo troviamo citato, assieme ai fratelli, Goffredo e Folco, nel documento n° 97 del Cartulaire de l'abbaye de Saint-Amand-de-Boixe (non consultato), del 1080 cica, inerente ad una donazione fatta dal padre.
Ancora secondo la Historia Pontificum et Comitum Engolismensis, Folco morì, in età avanzata, nel 1087 (Obiit vero in senectute bona MLXXXVII anno); potrebbe forse essere morto qualche anno dopo in quanto venne citato ancora in vita (Engolismorum consule avunculo meo Fulcone) in un documento del 1089.
Nella contea d'Angouleme gli succedette il figlio primogenito, Guglielmo, come Guglielmo V.
Infatti due documenti del Cartulaire de l'église d'Angoulême, datati 1090, lo citano come conte d'Angouleme:
- il n° CXVII, inerente ad una donazione col figlio, Vulgrino[6]
- il n° CXL, inerente alla restituzione di un dono che aveva ricevuto, in precedenza, dallo zio[7], Guglielmo ( † 1076), vescovo di Angoulême[2].

Guglielmo viene citato anche in quattro documenti, inerenti donazioni, del Cartulaire de l'Abbaye de Saint-Etienne de Baigne (en Saintonge):
- il n° XLVIII, del 16 dicembre 1094[8]
- il n° LXXV, del 1100 circa[9]
- il n° XX, del 1100 circa[10]
- il n° CCLXXXVIII, successivo al 1101[11].

Nel 1108, secondo il documento n° IX delle Pièces annexes del Cartulaire de Saint-Jean d'Angély, Tome II, Guglielmo (Willelmus agnomine Incisor-Ferri...Engolismensis comes) restituì la chiesa di Haimps alla Diocesi di Angoulême.
Sempre secondo la Historia Pontificum et Comitum Engolismensis, Guglielmo fece un pellegrinaggio in Terra santa; al ritorno da Gerusalemme, dove aveva visitato il Santo Sepolcro, si fermò a Deutz, presso Colonia, dove morì, nel 1120. Guglielmo fu tumulato nel monastero di Deutz, dedicato a San Eriberto.
Nella contea d'Angouleme gli succedette il figlio primogenito, Vulgrino, come Vulgrino II.

## Matrimonio e discendenza
La Historia Pontificum et Comitum Engolismensis, riporta che Guglielmo aveva sposato Vitapoi, figlia del guascone visconte di Benagues, Amani o Amaniei.
 Guglielmo da Vitapoi ebbe quattro figli:
- Vulgrino, detto Tagliaferro ( † 1140), conte d'Angouleme[13]
- Raimondo, citato nel documento n° XX del Cartulaire de l'Abbaye de Saint-Etienne de Baigne (en Saintonge)[10]
- Folco ( † dopo il 1141), citato nel documento n° IX delle Pièces annexes del Cartulaire de Saint-Jean d'Angély, Tome II[12]
- una figlia, che sposò il visconte Ademaro III di Limoges[14].

## Ascendenza
|                         |   |                    | Genitori           |  |  | Nonni |  |  | Bisnonni                 |  |  | Trisnonni           |  |
|                         |   |                    |                    |  |  |       |  |  | Guglielmo IV d'Angoulême |  |  | Arnoldo d'Angoulême |  |
|                         |   |                    |                    |  |  |       |  |  | Guglielmo IV d'Angoulême |  |  | Arnoldo d'Angoulême |  |
|                         |   | Raingarda          |                    |  |  |       |  |  | Guglielmo IV d'Angoulême |  |  |                     |  |
| Goffredo d'Angoulême    |   |                    |                    |  |  |       |  |  | Guglielmo IV d'Angoulême |  |  |                     |  |
|                         |   | Gerberga d'Angiò   | Goffredo I d'Angiò |  |  |       |  |  |                          |  |  |                     |  |
|                         |   | Gerberga d'Angiò   | Goffredo I d'Angiò |  |  |       |  |  |                          |  |  |                     |  |
|                         |   | Gerberga d'Angiò   | Adele di Troyes    |  |  |       |  |  |                          |  |  |                     |  |
| Folco d'Angoulême       |   | Gerberga d'Angiò   |                    |  |  |       |  |  |                          |  |  |                     |  |
|                         |   | Mainardo d'Archiac | …                  |  |  |       |  |  |                          |  |  |                     |  |
|                         |   | Mainardo d'Archiac | …                  |  |  |       |  |  |                          |  |  |                     |  |
|                         |   | Mainardo d'Archiac | …                  |  |  |       |  |  |                          |  |  |                     |  |
| Petronilla d'Archiac    |   | Mainardo d'Archiac |                    |  |  |       |  |  |                          |  |  |                     |  |
|                         |   | Udulgarda          | …                  |  |  |       |  |  |                          |  |  |                     |  |
|                         |   | Udulgarda          | …                  |  |  |       |  |  |                          |  |  |                     |  |
|                         |   | Udulgarda          | …                  |  |  |       |  |  |                          |  |  |                     |  |
| Guglielmo V d'Angoulême |   | Udulgarda          |                    |  |  |       |  |  |                          |  |  |                     |  |
|                         | … | …                  |                    |  |  |       |  |  |                          |  |  |                     |  |
|                         | … | …                  |                    |  |  |       |  |  |                          |  |  |                     |  |
|                         | … | …                  |                    |  |  |       |  |  |                          |  |  |                     |  |
| Roberto I d'Eu          | … |                    |                    |  |  |       |  |  |                          |  |  |                     |  |
|                         |   | …                  | …                  |  |  |       |  |  |                          |  |  |                     |  |
|                         |   | …                  | …                  |  |  |       |  |  |                          |  |  |                     |  |
|                         |   | …                  | …                  |  |  |       |  |  |                          |  |  |                     |  |
| Condoha d'Eu            |   | …                  |                    |  |  |       |  |  |                          |  |  |                     |  |
|                         |   | …                  | …                  |  |  |       |  |  |                          |  |  |                     |  |
|                         |   | …                  | …                  |  |  |       |  |  |                          |  |  |                     |  |
|                         |   | …                  | …                  |  |  |       |  |  |                          |  |  |                     |  |
| Beatrice                |   | …                  |                    |  |  |       |  |  |                          |  |  |                     |  |
|                         |   | …                  | …                  |  |  |       |  |  |                          |  |  |                     |  |
|                         |   | …                  | …                  |  |  |       |  |  |                          |  |  |                     |  |
|                         |   | …                  | …                  |  |  |       |  |  |                          |  |  |                     |  |
|                         |   | …                  |                    |  |  |       |  |  |                          |  |  |                     |  |

### Fonti primarie
- (LA)  Cartulaire de Saint-Jean d'Angély.
- (LA)  Historia Pontificum et Comitum Engolismensis.
- (LA)  Cartulaire de l'église d'Angoulême.
- (LA)  Recueil des historiens des Gaules et de la France. Tome 12.
- (LA)  Cartulaire de l'Abbaye de Saint-Etienne de Baigne (en Saintonge).
- (LA)  Histoire des comtes de Poictou et ducs de Guyenne.

### Letteratura storiografica
- Louis Halphen, "La Francia dell'XI secolo", cap. XXIV, vol. II (L'espansione islamica e la nascita dell'Europa feudale) della Storia del Mondo Medievale, 1999, pp. 770–806.